# Parlamentswahl in Thailand 2019
- FFP: 80
- PTP: 136
- SRT: 10
- Sonst.: 44
- BJT: 51
- CP: 10
- DP: 52
- PPRP: 115

Die Parlamentswahl in Thailand am 24. März 2019 war die erste Wahl nach dem Militärputsch im Mai 2014. Die militärnahe Phalang-Pracharat-Partei, die den bisherigen Regierungschef Prayut Chan-o-cha unterstützte, erhielt die meisten Wählerstimmen. Die oppositionelle Pheu-Thai-Partei erhielt jedoch aufgrund einer höheren Zahl an Direktmandaten die meisten Sitze im Repräsentantenhaus. Nach der Wahl bildete sich eine Koalition aus 19 Parteien, die Prayut eine zweite Amtszeit ermöglichte.

## Hintergrund
Die letzte reguläre Parlamentswahl in Thailand hatte im Juli 2011 stattgefunden und wurde von der Pheu-Thai-Partei gewonnen. Diese steht dem ehemaligen Ministerpräsidenten Thaksin Shinawatra nahe, der bei dem Putsch von 2006 entmachtet wurde, aber vor allem im Norden und Nordosten des Landes noch große Popularität genießt. Thaksins Schwester Yingluck Shinawatra, die von 2011 bis 2014 Ministerpräsidentin war, hatte im Zuge der Politischen Krise im Dezember 2013 das Parlament aufgelöst und Neuwahlen anberaumt. Diese fanden am 2. Februar 2014 statt, konnten jedoch wegen gewalttätiger Zwischenfälle in einigen Wahlkreisen nicht ordnungsgemäß durchgeführt werden und wurden vom thailändischen Verfassungsgericht nachträglich für ungültig erklärt. Dasselbe Gericht enthob Ministerpräsidentin Yingluck am 7. Mai 2014 ihres Amtes.
Am 22. Mai 2014 ergriff das Militär unter General Prayut Chan-o-cha die Macht im Land. Seither durften sich politische Parteien nicht betätigen. Meinungs- und Pressefreiheit sowie andere Bürgerrechte waren nahezu vollständig aufgehoben. Die Militärjunta, die sich „Nationaler Rat zur Erhaltung des Friedens“ nennt, hatte zunächst eine Rückkehr zur Demokratie binnen 14 Monaten angekündigt. Diese wurde jedoch immer wieder verzögert.

## Wahlrecht
Das thailändische Parlament – die Nationalversammlung – besteht aus zwei Kammern: einem Repräsentantenhaus mit 500 und einem Senat mit 250 Mitgliedern. Nur das Repräsentantenhaus wurde bei dieser Wahl gewählt. Die 250 Senatoren wurden vom „Nationalen Rat zur Erhaltung des Friedens“ ernannt. Bei der Wahl des Ministerpräsidenten stimmen alle 750 Mitglieder der Nationalversammlung – beide Kammern – gemeinsam ab. Da die Senatoren von der Junta ernannt sind, galt als sicher, dass sie für Prayut Chan-o-cha als Ministerpräsidenten stimmen würden. Dieser brauchte demnach nur noch 126 Stimmen aus dem Repräsentantenhaus. Ein Kandidat der bisherigen Opposition hätte hingegen 376 Stimmen im Repräsentantenhaus gebraucht, da er nicht mit Unterstützung aus dem Senat rechnen konnte.
Nach dem geltenden Wahlrecht werden 350 der 500 Sitze im Repräsentantenhaus als Direktmandate in den Wahlkreisen vergeben. Die übrigen 150 Sitze werden proportional über landesweite Parteilisten verteilt, wobei die Direktmandate der Partei angerechnet werden. Eine Partei, die im Verhältnis zu ihrem Stimmenanteil schon viele Direktmandate hat, bekommt also keine weiteren Sitze für die Parteiliste. Eine Partei, deren Direktmandate hinter ihrem landesweiten Stimmenanteil zurückbleiben, erhält hingegen zum Ausgleich weitere Sitze über die Parteiliste.

## Vorläufiges Ergebnis
Vorläufiges Endergebnis vom 8. Mai 2019 (ohne Nachwahl im Wahlkreis Chiang Mai 8)
| Partei                   | Kürzel          | Stimmen (Parteiliste) | %       | Sitze (Wahlkreise) | Sitze (Parteiliste) | Sitze (gesamt) |
| ------------------------ | --------------- | --------------------- | ------- | ------------------ | ------------------- | -------------- |
| Phalang-Pracharat-Partei | PPRP            | 8.433.137             | 23,7 %  | 97                 | 18                  | 115            |
| Pheu-Thai-Partei         | PTP             | 7.920.630             | 22,3 %  | 136                | 0                   | 136            |
| Partei Neue Zukunft      | FFP             | 6.265.950             | 17,6 %  | 30                 | 50                  | 80             |
| Demokratische Partei     | DP              | 3.947.726             | 11,1 %  | 33                 | 19                  | 52             |
| Bhumjaithai-Partei       | BJT             | 3.732.883             | 10,5 %  | 39                 | 12                  | 51             |
| Seri-Ruam-Thai-Partei    | SRT             | 826.530               | 2,3 %   | 0                  | 10                  | 10             |
| Chartthaipattana-Partei  | CP              | 782.031               | 2,2 %   | 6                  | 4                   | 10             |
| Sonstige                 | Sonst           | 3.623.760             | 10,2 %  | 8                  | 36                  | 44             |
| Gültige Stimmen          | Gültige Stimmen | 35.532.647            | 100,0 % | 349                | 149                 | 498            |
| Gegen alle               | Gegen alle      | 605.392               | 1,6 %   | –                  | –                   | –              |
| Ungültig                 | Ungültig        | 2.130.327             | 5,6 %   | –                  | –                   | –              |
| Wahlbeteiligung          | Wahlbeteiligung | 38.268.366            | 74,7 %  | –                  | –                   | –              |

Quelle: Wahlkommission Thailands

Stimmenstärkste Parteien nach Provinzen:
PTP
PPRP
FFP
DP
BJT
CP

Sowohl die Phalang-Pracharat- als auch die Pheu-Thai-Partei hatten sich jeweils zum Wahlsieger erklärt – die eine mit dem Argument des höheren Stimmenanteils, die andere unter Verweis auf ihre größere Zahl an Sitzen. Jede der beiden beabsichtigte eine Regierungskoalition zu bilden.
Die Pheu-Thai-Partei gab zwei Tage nach der Wahl an, zusammen mit der Partei Neue Zukunft, der Seri-Ruam-Thai-Partei und drei kleineren Parteien des „pro-demokratischen“ Lagers bereits über 252 Sitze zu verfügen. Das wäre zwar eine Mehrheit, würde aber nicht für die Wahl zum Ministerpräsidenten reichen, bei der auch die 250 Senatoren mit abstimmen, die mutmaßlich geschlossen auf der Seite Prayut Chan-o-chas stehen würden. Die Pheu-Thai-Partei bemühte sich daher um weitere Partner, namentlich die Bhumjaithai-Partei. Dazu erwog sie auch, dem Vorsitzenden der BJT Anutin Charnvirakul das Amt des Ministerpräsidenten anzubieten.
Die Demokratische Partei hatte erklärt, dass sie für eine Koalitionsregierung bereitstehe, aber jede Zusammenarbeit mit der Pheu-Thai-Partei ausgeschlossen. Die Nachrichtenseite Khao Sod English zählte sie daher bereits zum Lager der Phalang-Pracharat-Partei, das mit weiteren, kleineren Parteien über insgesamt 179 Sitze verfügen würde.
Der gewählte Kandidat in einem Wahlkreis der Provinz Chiang Mai, ein Mitglied der Pheu-Thai-Partei, wurde von der Wahlkommission nachträglich disqualifiziert. Er hatte in der Wahlkampfzeit Geld und eine Uhr an einen prominenten Mönch gespendet. In dem Wahlkreis muss die Wahl wiederholt werden.
Ende April 2019 gab die Wahlkommission bekannt, die nach Parteilisten vergebenen Sitze nach einer anderen Formel zu vergeben als zunächst angenommen. Nun erhielten auch Kleinstparteien, die weniger als 71.000 Stimmen (ca. 0,2 %) bekamen, je einen Sitz. Damit waren insgesamt 27 Parteien im Parlament vertreten – mehr als jemals zuvor – darunter elf Parteien mit je nur einem Sitz. Die größeren Parteien verloren dadurch gegenüber dem zunächst angenommenen Modell an Sitzen. Am stärksten betroffen war die Partei Neue Zukunft, die sieben Sitze weniger erhielt als erwartet. Die Anti-Junta-Koalition verlor dadurch ihre zunächst angenommene Mehrheit und kam nur noch auf 245 Sitze. Das thailändische Verfassungsgericht befand die neue Regelung am 8. Mai für rechtmäßig. Am selben Tag gab die Wahlkommission die Namen von 498 gewählten Abgeordneten bekannt. Zwei Sitze blieben wegen der Nachwahl in einem Wahlkreis in Chiang Mai vorerst frei. Zehn der elf kleinen Parteien, die zusätzlich einen Sitz bekamen, haben angekündigt, die Phalang-Pracharat-Partei und Prayut zu unterstützen.
Nach der Konstituierung des Parlaments wurde am 25. Mai 2019 der dienstälteste Abgeordnete und ehemalige Ministerpräsident Chuan Leekpai von der Demokratischen Partei zum Sprecher des Repräsentantenhauses gewählt. Nach wochenlangen Gesprächen bildete sich schließlich eine Koalition aus Phalang-Pracharat-Partei, Demokratischer Partei, Bhumjaithai-Partei, Chartthaipattana-Partei sowie 15 kleineren Parteien, die über eine knappe Mehrheit verfügte. Bei der Wahl des Ministerpräsidenten am 5. Juni 2019 erhielt Prayut Chan-o-cha 251 der 500 Stimmen im Repräsentantenhaus sowie 249 der 250 Stimmen im Senat. Auf den Oppositionskandidaten Thanathorn Juangroongruangkit entfielen 244 Stimmen.